# Andamanen-Mistelfresser
Der Andamanen-Mistelfresser (Dicaeum virescens) ist eine Vogelart aus der Familie der Mistelfresser (Dicaeidae).
Der lateinische Artzusatz kommt von lateinisch virescens ‚grün werdend‘.
Früher wurde der Einfarb-Mistelfresser (Dicaeum minullum) zusammen mit dem Nilgirimistelfresser (Dicaeum concolor) und dem Andamanen-Mistelfresser (Dicaeum virescens) als konspezifisch betrachtet, aber 2005 in drei eigenständige Arten aufgespalten (nicht durchgehend akzeptiert).
Das Handbook of the Birds of the World führt die Art als Subspezies des Einfarb-Mistelfressers (Dicaeum minullum).
Der Vogel ist endemisch auf den Andamanen.
Das Verbreitungsgebiet umfasst tropischen oder subtropischen feuchten Tieflandwald.
Die Art ist monotypisch.

## Merkmale
Der Vogel ist 9 cm groß mit kurzem Schwanz und kräftigem gebogenen Schnabel mit einer langen röhrenförmigen Zunge. Die Oberseite ist grün, die Brust blass grün, die Unterseite gelb.

## Lebensweise
Die Art ernährt sich bevorzugt von Nektar.

## Gefährdungssituation
Die Gefährdungssituation ist nicht untersucht.